# Doigt en maillet
 Mise en garde médicale
Un doigt en maillet, également connu sous le nom de doigt en marteau, est une lésion du tendon extenseur au niveau de l'articulation interphalangienne distale. Il en résulte l'impossibilité d'étendre le bout du doigt sans le pousser. Il y a généralement des douleurs à l'arrière de l'articulation. 
Un doigt en maillet résulte généralement d'une hyperflexion de la phalange distale. Cela se produit généralement lorsqu'un ballon percute un doigt tendu et le bloque. Il en résulte soit une lésion du tendon soit un arrachement osseux par le tendon qui reste intacte. Le diagnostic est généralement basé sur les symptômes et confirmé par des radiographies. 
Il se traite avec la pose d'une attelle qui maintient le bout du doigt droit en continu pendant 8 semaines. L'articulation médiane reste mobile. Ce traitement doit idéalement commencer dans la semaine suivant la blessure. Si le doigt reste plié pendant des semaines, la guérison peut être plus longue. Si l'arrachement osseux est important, une intervention chirurgicale peut être indiquée. Sans traitement, la déformation du doigt peut devenir permanente. 

## Diagnostic
Le diagnostic est généralement basé sur les symptômes et confirmé par des radiographies. La lésion peut être accompagnée d'un œdème et d'une ecchymose. 

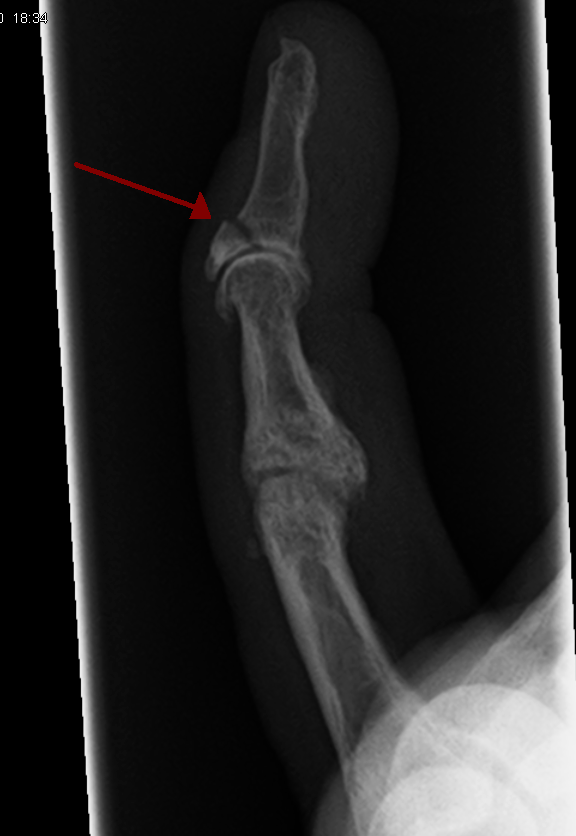
Radiographie montrant une fracture à l'insertion du tendon extenseur
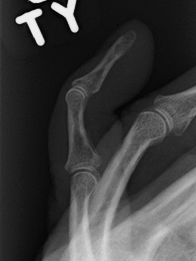
Un doigt en maillet sans fracture associée

## Traitement
L'objectif est de restaurer l'extension de l'articulation. Le traitement se fait généralement avec une attelle qui maintient l'articulation distale du doigt droite en continu pendant 8 semaines. Ce traitement doit idéalement commencer dans la semaine suivant la blessure. L'attelle peut être portée la nuit uniquement pendant quelques semaines supplémentaires. 

La chirurgie n'améliore généralement pas les résultats. Elle peut être nécessaire si le doigt ne peut pas être redressé en appuyant dessus ou si la rupture a arraché plus de 30% de la surface articulaire. La chirurgie peut être préférée à l'utilisation d'une attelle si l'enfant n'est pas compliant. Si le problème persiste ou si la fracture est ouverte, une intervention chirurgicale peut être nécessaire. La chirurgie mettra le doigt en position neutre et passera un câble à travers les articulations inter-phalangiennes, forçant l'immobilisation. 

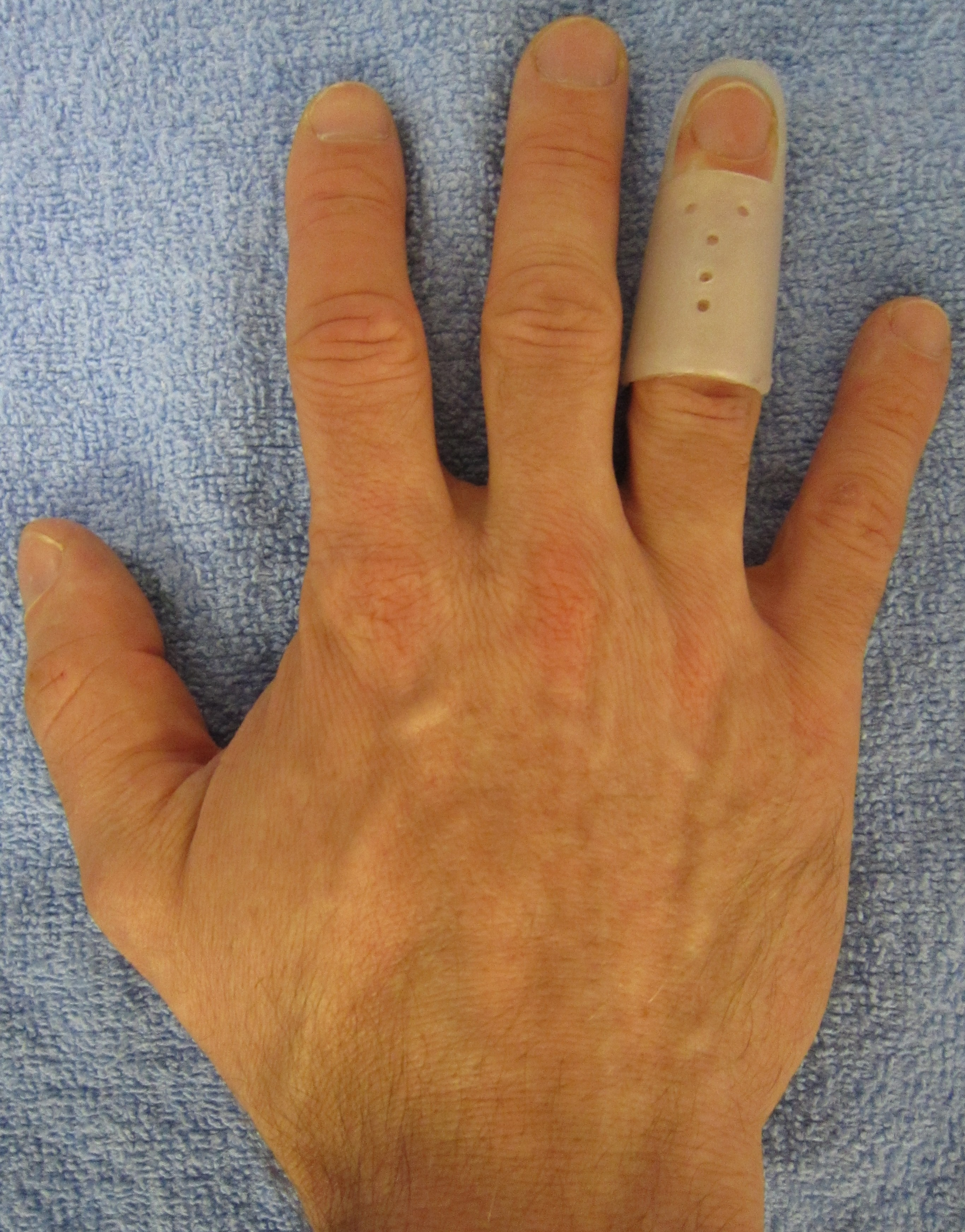
Un exemple d'attelle pour doigt en maillet.
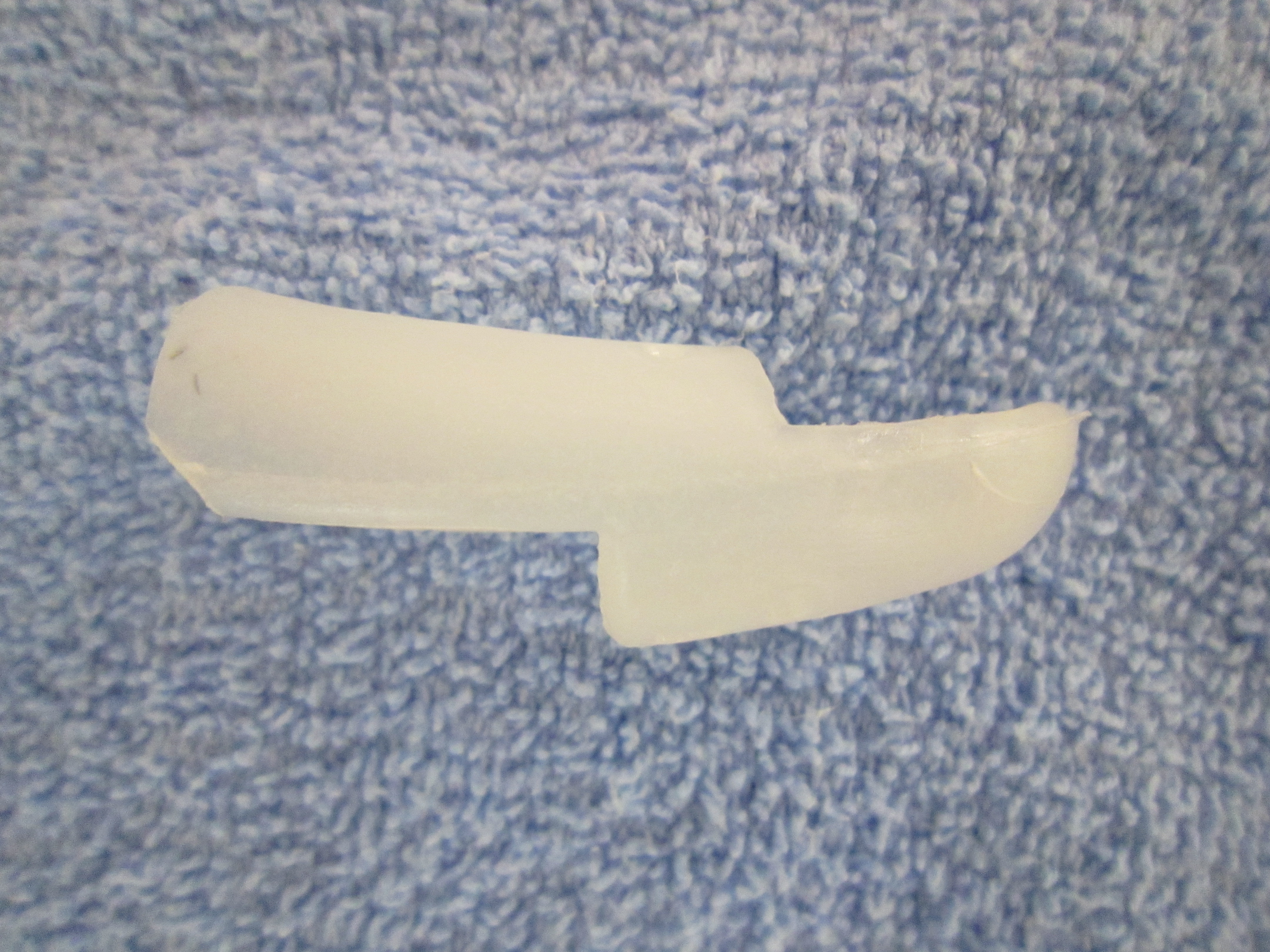
Vue latérale d'une attelle pour doigt en maillet. Le côté inférieur est ouvert pour permettre de fléchir le doigt.